# Cerastium annae
Cerastium annae är en nejlikväxtart som beskrevs av I.V. Sokolova. Cerastium annae ingår i släktet arvar, och familjen nejlikväxter. Inga underarter finns listade i Catalogue of Life.